# الکس دایر (بازیکن فوتبال، زاده ۱۹۹۰)
الکس دایر (انگلیسی: Alex Dyer؛ زادهٔ ۱۱ ژوئن ۱۹۹۰) بازیکن فوتبال اهل بریتانیا است.
از باشگاه‌هایی که در آن بازی کرده‌است می‌توان به باشگاه فوتبال ویلدستون، باشگاه فوتبال ولینگ یونایتد، باشگاه فوتبال اوسترشوندس، و باشگاه فوتبال نورث‌همپتون تاون اشاره کرد.
وی همچنین در تیم ملی فوتبال مونتسرات بازی کرده‌است.
وی در مسابقات کشوری و بین‌المللی در مجموع برندهٔ ۱ مدال نقره شده‌است.